# Mathias Rust (aviateur)
Pour les articles homonymes, voir Rust et Mathias Rust.
Mathias Rust (né le 1er juin 1968 à Wedel près de Hambourg) est un aviateur allemand qui a atterri dans un petit monomoteur à côté de la place Rouge de Moscou, en 1987 avant la fin de la guerre froide.

## L'exploit

Trajet

Après avoir modifié son petit monomoteur Cessna 172 au cours du printemps 1987, en rajoutant des réservoirs de carburant à la place des sièges passagers, Mathias Rust décolle le 14 mai de l'aéroport d'Uetersen, près de Hambourg, pour un périple scandinave qui le conduit successivement en Islande, en Norvège, en Suède et en Finlande.
Le 28 mai, vers 12 h 30, il quitte l'aéroport Helsinki-Malmi en Finlande et s'écarte de son plan de vol pour pénétrer en URSS à faible altitude. À 19 h 24, après 800 km de survol du territoire soviétique, il se présente au-dessus de la place Rouge de Moscou et, après deux boucles, se pose sans encombre à côté de la muraille du Kremlin à cent mètres de là, sur la place Vassili Spusk, devant les yeux ébahis de la population, des touristes et des autorités. Après avoir signé quelques autographes, il est arrêté par la police. À l'âge de 19 ans, il entre dans l'histoire, sans doute grâce à la chance, car ce jour-là était aussi celui de la fête officielle soviétique du jour des gardes-frontières, ce qui a pu relâcher la sécurité et lui éviter d'être repéré. Un avion MiG-23 fit deux tours autour de lui puis le laissa. Selon ses déclarations, le but de Mathias Rust était de promouvoir par son geste la paix dans le monde.

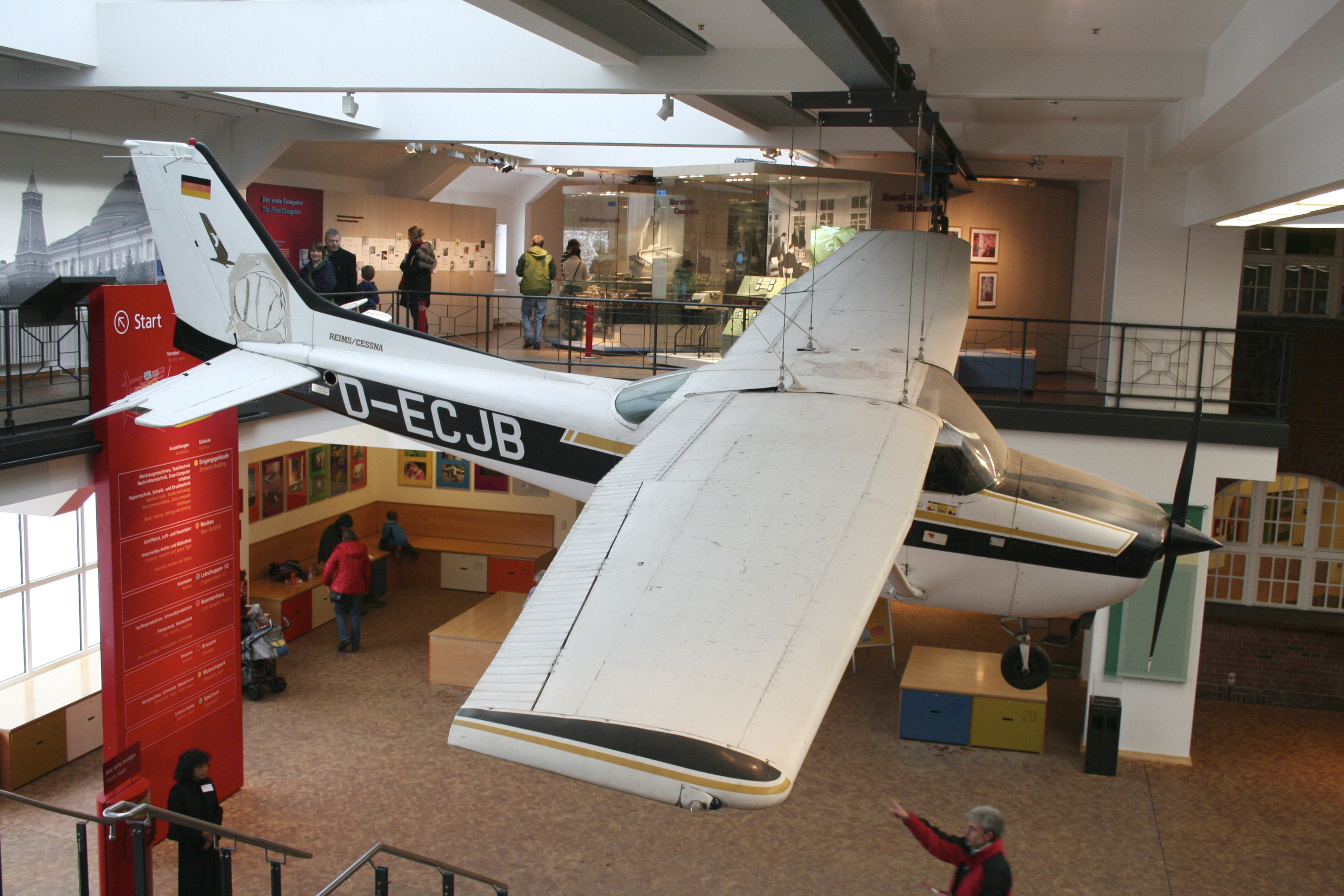
Le D-ECJB au musée des Techniques de Berlin.

Le Cessna est actuellement visible au musée des Techniques de Berlin.
Trois semaines après son exploit, un jeu vidéo, Cessna Over Moscow, est publié sur Amstrad CPC, ce sans l'autorisation de Mathias Rust. Ceci vaudra un procès à son éditeur français.

## Conséquences

### Politiques
Plus de 2 000 officiers, dont la plupart étaient opposés aux réformes de Gorbatchev, furent également évincés. Ainsi cet évènement impromptu favorisa-t-il la victoire des réformistes sur les conservateurs communistes et les militaires.

### Personnelles
Le procès de Mathias Rust débuta à Moscou le 2 septembre 1987. Il fut condamné à quatre ans de travaux forcés pour non-respect des règles de l'aviation internationale et franchissement illégal de la frontière soviétique. Après 432 jours de prison en Russie, il fut libéré avant une rencontre des dirigeants soviéto-allemands, le 3 août 1988.
En raison de la dureté des conditions de détention dans les prisons soviétiques — par exemple 22 heures d'enfermement quotidien dans une cellule de 10 m2 — Mathias Rust perdit 10 kg et souffrit de sérieux problèmes intestinaux.

## Retour en Allemagne
En 1989, alors qu'il effectuait le service d'utilité civique qui lui avait été imposé, il poignarda une collègue auxiliaire puéricultrice qui le repoussait et fut condamné à 4 ans d'emprisonnement pour tentative de meurtre, puis libéré après 15 mois.
En 1994, Mathias Rust annonça qu'il souhaitait retourner en Russie pour visiter un orphelinat dont il est devenu le parrain. Il disparut alors pendant deux ans. Des rumeurs circulèrent sur son décès, mais il semble que pendant ces années, il ait travaillé comme vendeur de chaussures à Moscou. Il retourna en Allemagne en 1996.
Il a adopté la philosophie hindoue depuis ses fiançailles en 1996 avec la fille d'un commerçant en thé indien et vit actuellement à Berlin en Allemagne avec sa seconde femme Athena. 
En 2001, il fut condamné pour vol à l'étalage à une amende de 10 000 Deutsche Mark, plus tard ramenée à 600. En 2002, il lança un « think tank » (laboratoire d'idées), appelé Orion & Isis, dont l'objectif est de travailler sur des solutions non violentes pour résoudre les conflits inter-gouvernementaux, ethniques ou religieux. En 2005, il fut condamné à une amende de 1 500 € pour fraude. Il aurait été un temps joueur de poker professionnel, et travaillerait désormais comme analyste pour une compagnie financière suisse.